# Wilhelm Friedle
Wilhelm Friedle (* 7. November 1889 in Heilbronn; † 20. Mai 1935 in Aue) war Betriebsdirektor im Daimler-Benz-Werk Sindelfingen. In dieser Funktion führte er bei Mercedes das Fließband ein.

## Privates
Wilhelm Friedle lebte mit seiner Familie in Sindelfingen und zog dann nach Aidlingen. Er war verheiratet mit Paula Friedle. Aus dieser Ehe gingen zwei Kinder hervor.

## Beruf
18 Jahre lang war Wilhelm Friedle in der Daimler-Benz AG beschäftigt. Am 15. Mai 1917 trat er in das Unternehmen ein. In der ersten Zeit war er als Leiter für den Allgemeinen Betrieb zuständig. Er zeichnete sich beim Aufbau der Karosseriefabrik aus, so dass er nacheinander vom Betriebsassistenten zum Betriebsingenieur und dann zum Oberingenieur aufstieg.
1926 leitete er die Modernisierung der Lackiererei.
Im Jahre 1927 wurde Wilhelm Friedle zum Betriebsleiter der gesamten Karosseriefertigung ernannt.
In Deutschland war es eine Premiere, als Friedle in Sindelfingen das Fließband einführte und die Grundlagen für das Presswerk legte. In der Folgezeit wurde der Betrieb immer mehr erweitert und unter seiner Leitung verbessert.
1932 wurde Friedle Prokurist des Sindelfinger Werkes und bald darauf Betriebsdirektor. Bei einer Studienreise durch Nordamerika holte sich Friedle in den bedeutendsten Pkw-Werken Anregungen für die Karosseriefertigung.
Die Weltwirtschaftskrise von 1929 war vergessen. Das Sindelfinger Werk erlebte eine stürmische Entwicklung. So hatte sich 1934 die Zahl der Beschäftigten im Vergleich zu 1932 vervierfacht. Friedle stand in dieser turbulenten Zeit als Betriebsdirektor des Sindelfinger Werkes immer in vorderster Linie. Die Verhandlungen mit den Maschinenbauern und Zulieferern waren für ihn Chefsache.
Bei seiner letzten Geschäftsreise Ende Mai 1935 in das sächsische Schwarzenberg zur Firma Friedrich Volk ging es um neue Presswerkzeuge. Friedle erkrankte, kam ins Krankenhaus und starb im Alter von nur 45 Jahren an den Folgen der Operation im Erzgebirge. Selbst der hinzugerufene Ferdinand Sauerbruch, bedeutendster und einflussreichster Chirurg in der ersten Hälfte des 20. Jahrhunderts, konnte ihm nicht mehr helfen.
Im Nachruf hieß es über ihn: „Es ist wohl buchstäblich kein Stein und keine Leitung in dieser Fabrik, die er nicht selbst gekannt hat.“
Der Leiter des Sindelfinger Daimler-Benz-Werkes Wilhelm Haspel lobte am Grab den Einsatz seines Betriebsdirektors: „Er war einer derjenigen, die den ersten Spatenstich des hiesigen Werkes gesehen haben und er ist ihm treu geblieben in guten und in bösen Tagen. Sein Name ist verknüpft mit dem Aufbau unserer Gesellschaft. Er ist und bleibt ein Stück Geschichte unserer Firma.“

## Außerberufliche Aktivitäten
Die erste Siedlung Sindelfingens, die Schnödeneck-Siedlung, wurde im Auftrag des gemeinnützigen „Bau- und Sparvereins“, der späteren Baugenossenschaft von Paul Schmitthenner geplant. Wilhelm Friedle war Vorsitzender des „Bau- und Sparvereins“ Sindelfingen.
Die Siedlung ist gut erhalten und liegt zentrumsnah, gegenüber der Stadthalle Sindelfingen.
Wilhelm Friedle war Mitglied der Jägerschaft, außerdem im Turnverein und im Musikverein.